# Megalorchis regalis
Megalorchis regalis là một loài thực vật có hoa trong họ Lan. Loài này được (Schltr.) H.Perrier mô tả khoa học đầu tiên năm 1936.